# Lehtimäjärvi
Lehtimäjärvi är en sjö i Pajala kommun i Norrbotten och ingår i Kalixälvens huvudavrinningsområde. Sjön har en area på 0,334 kvadratkilometer och ligger 216 meter över havet. Sjön avvattnas av vattendraget Lompolonjoki.

## Delavrinningsområde
Lehtimäjärvi ingår i det delavrinningsområde (745476-181740) som SMHI kallar för Mynnar i Teurajoki. Medelhöjden är 242 meter över havet och ytan är 22,42 kvadratkilometer. Det finns inga avrinningsområden uppströms utan avrinningsområdet är högsta punkten. Lompolonjoki som avvattnar avrinningsområdet har biflödesordning 3, vilket innebär att vattnet flödar genom totalt 3 vattendrag innan det når havet efter 194 kilometer. Avrinningsområdet består mestadels av skog (78 procent) och sankmarker (18 procent). Avrinningsområdet har 0,33 kvadratkilometer vattenytor vilket ger det en sjöprocent på 1,5 procent.